# Aktion Zamość

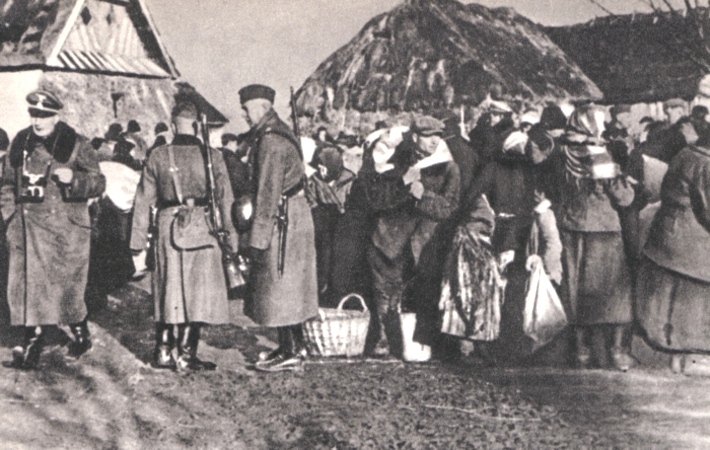
Polacker fördrivs från en by i december 1942. Längst till vänster Odilo Globocnik.

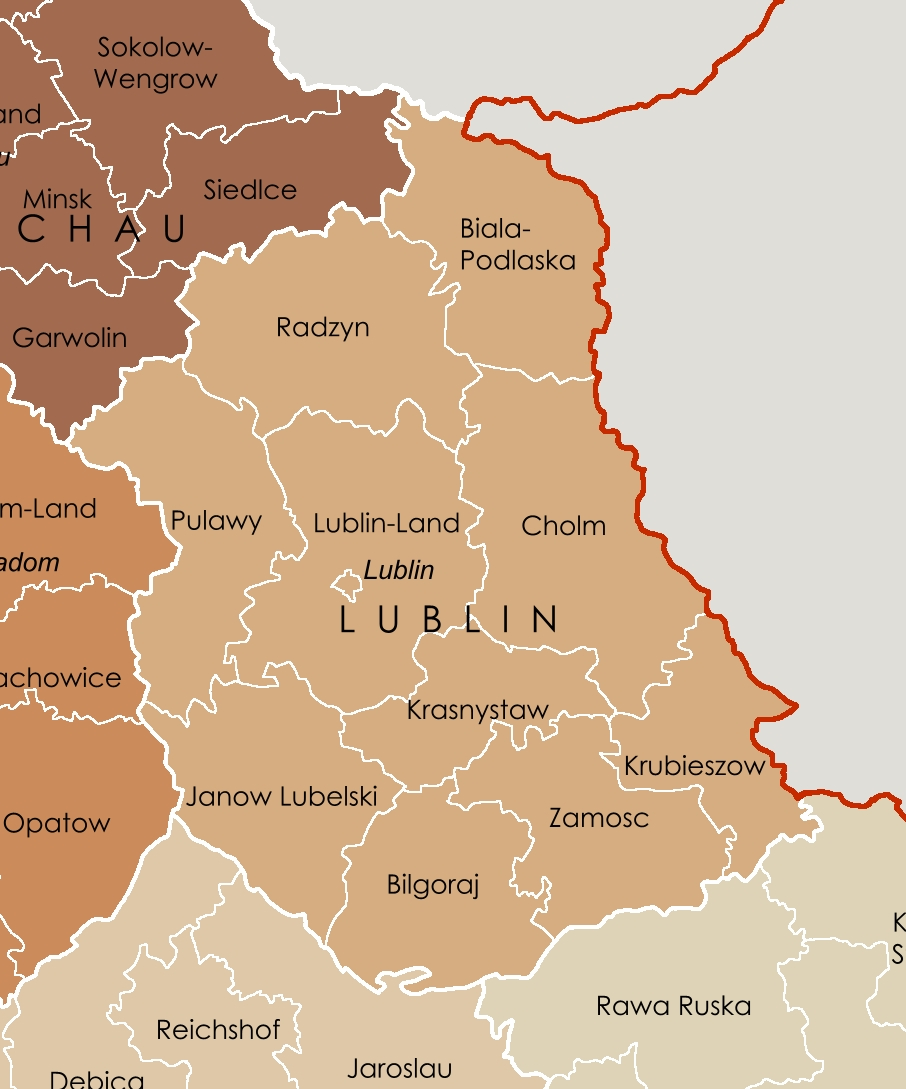
Karta över Lublins distrikt i Generalguvernementet. I Lublindistriktets sydöstra del ses länet Zamość.

Aktion Zamość var ett tyskt bosättningsprojekt under andra världskriget. Det ägde rum i distriktet Lublin i Generalguvernementet, den del av Polen som inte inkorporerades i Tredje riket i samband med det tyska polenfälttåget i september 1939. De tyska ockupanterna ämnade germanisera distriktet genom att fördriva tiotusentals polacker från sina bostäder. Heinrich Himmler lät i egenskap av Rikskommissarie för befästandet av den tyska folkstammen aktionen ta sin början i området kring Zamość i november 1942. Aktionen organiserades av Odilo Globocnik, SS- och polischef i Lublin, och dennes stab. Delaktiga i aktionen var, förutom Globocnik, bland andra Kurt Claasen, Gustav Hanelt, Hermann Höfle, Ernst Lerch, Hans Maubach, Georg Michalsen och Reinhold von Mohrenschildt.
I staden Zamość och i ungefär 300 byar i Lublin-distriktet greps män, kvinnor och barn och fördrevs. Fler än 50 000 personer deporterades till Tredje riket som tvångsarbetare. Gamla och sjuka fördes till koncentrationsläger.